# Aszódi Mária
Aszódi Mária (Szolnok, 1951. szeptember 11. – Budapest, 2003. április 13.) operaénekesnő (koloratúrszoprán), énektanár, magyar-orosz szakos tanár.

## Életútja
Aszódi Mária művészcsaládba született. Édesanyja Chiovini Márta hegedűművész, édesapja Aszódi Imre költő, jogtanácsos, nagyapja Chiovini Ferenc Munkácsy-díjas Érdemes művész. Aszódi Mária gyermekkora, az akkori Szolnoki Művésztelep kiemelkedő művészgárdája (Mattioni Eszter, Zádor István, Baranyó Ferenc, Berényi Ferenc, Simon Ferenc stb.) mellett telt el.
Középiskolai tanulmányait a Verseghy Ferenc Gimnáziumban végezte ahol országos orosz nyelvi versenyen kilencedik helyen végzett. A középiskola után, az ELTE BTK-n végzett magyar-orosz szakon tanulmányokat, a Lomonoszov Egyetemen volt ösztöndíjas. Diploma előtt 1972-ben hozzáment Wielland Vilmoshoz, akitől az 1970-es évek közepén vált el. Ezt követően találkozott második férjével, Prof. Dr. Hatvani Istvánnal (1940–2012) akivel haláláig (2003) élt házasságban, és akitől egy gyermeke Hatvani István Gábor született (1987).
Társadalmi felelősségvállalás jegyében a Városmajori Jézus Szíve plébánia hetilapjának társszerkesztője volt.

Galéria
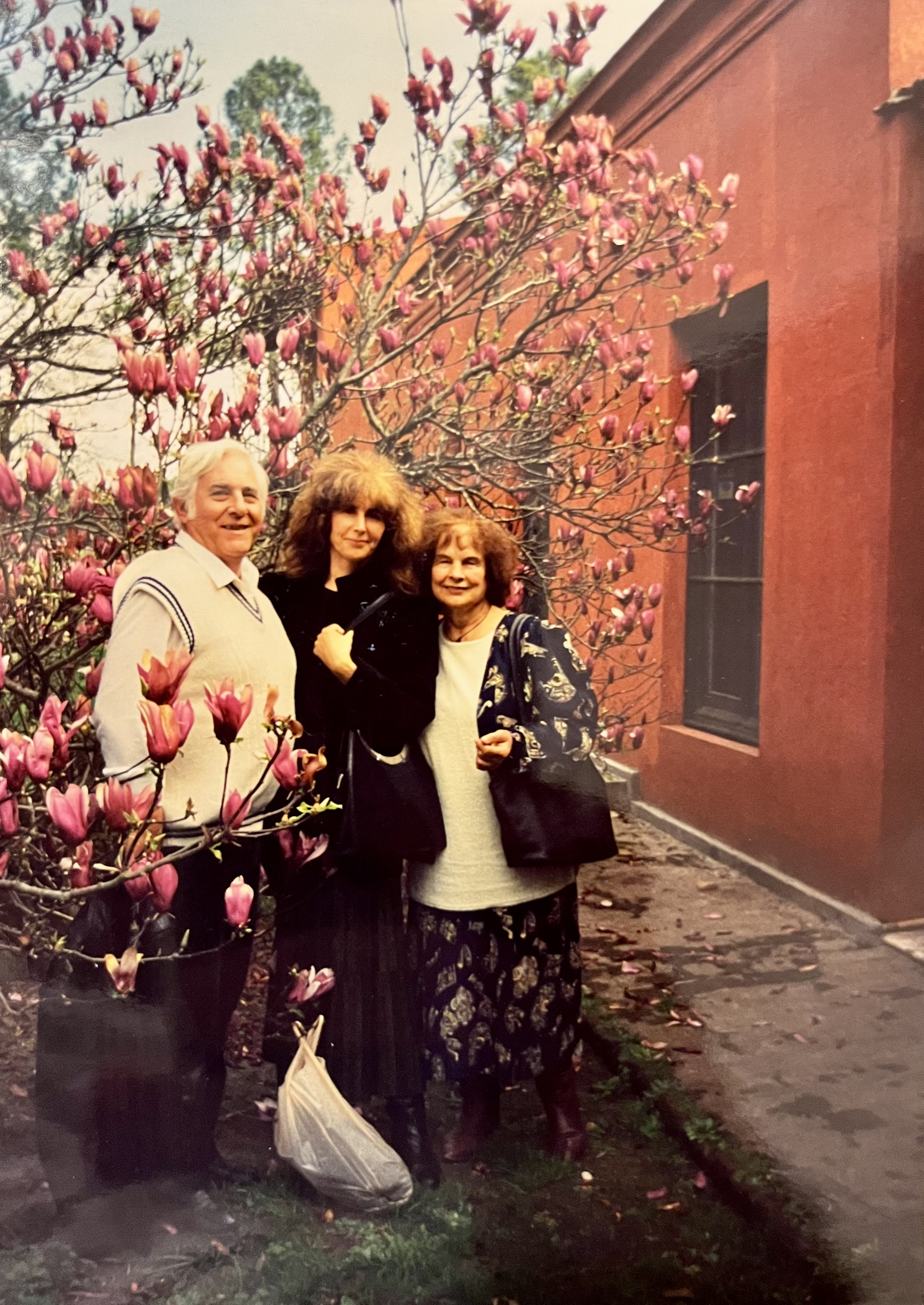
Aszódi Mária és Chiovini Márta argentín turnén
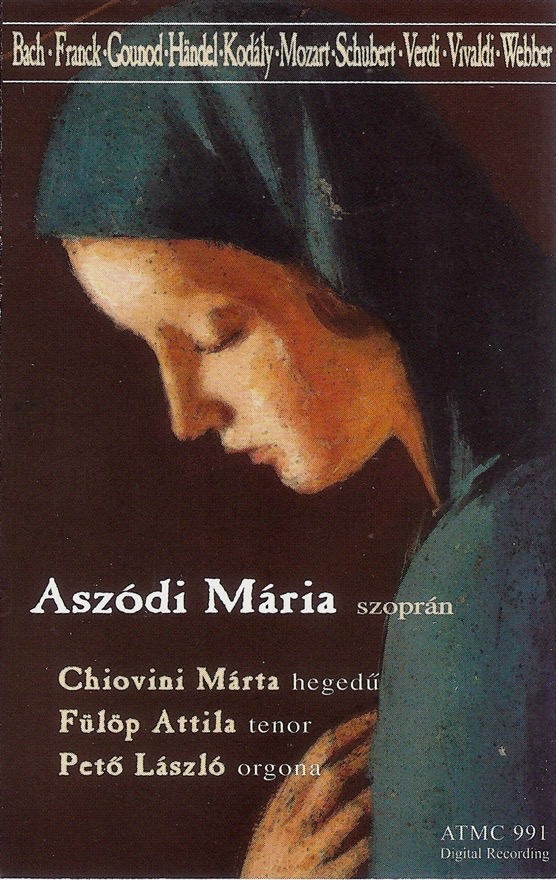
Chiovini Ferenc - Madonna (album borító)
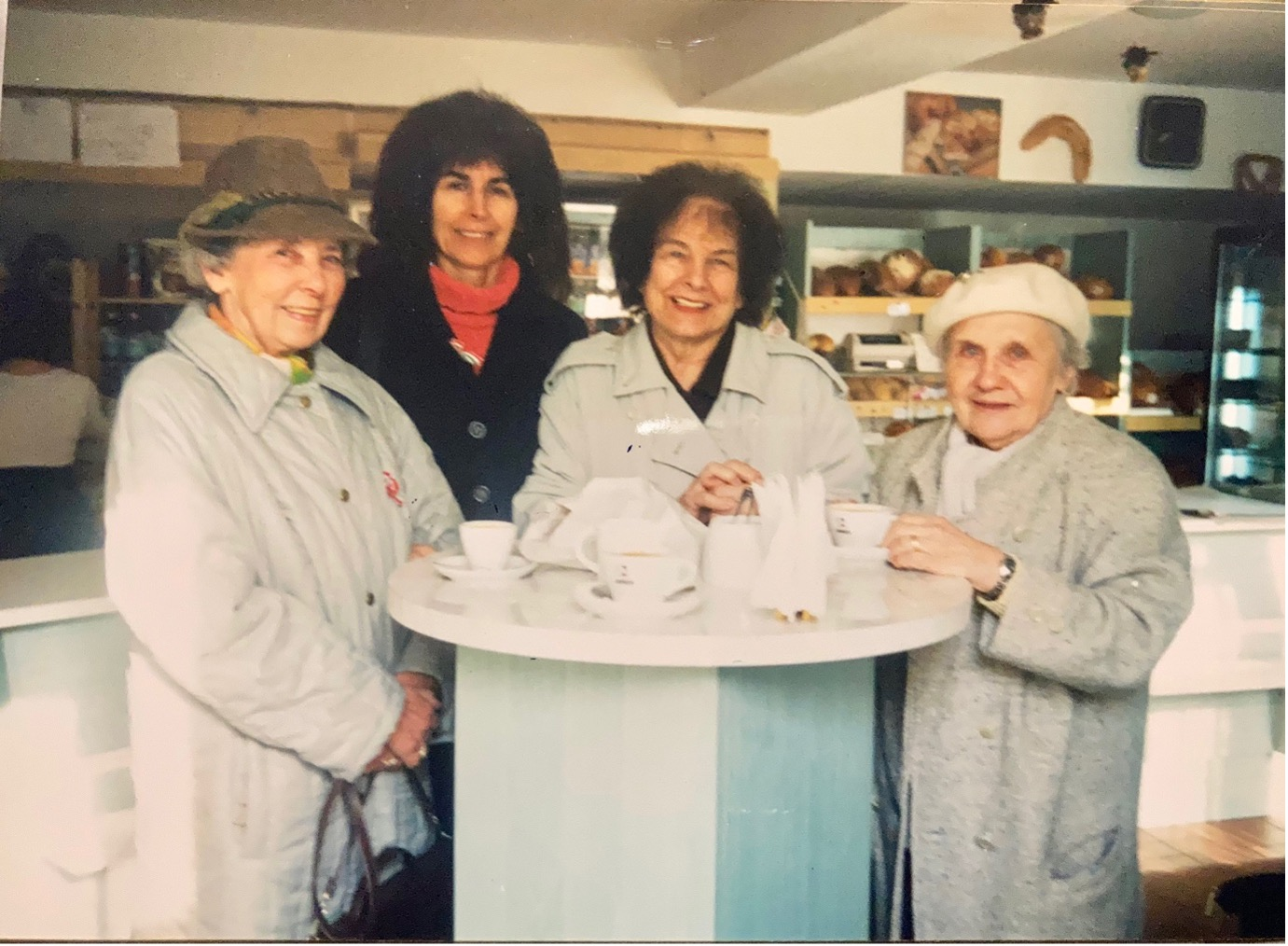
Aszódi Mária és Chiovini Márta és barátnőik
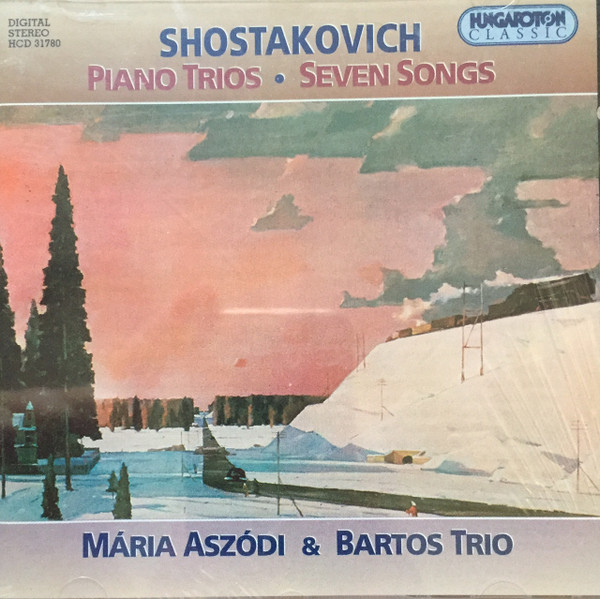
Sosztakovics lemezborító
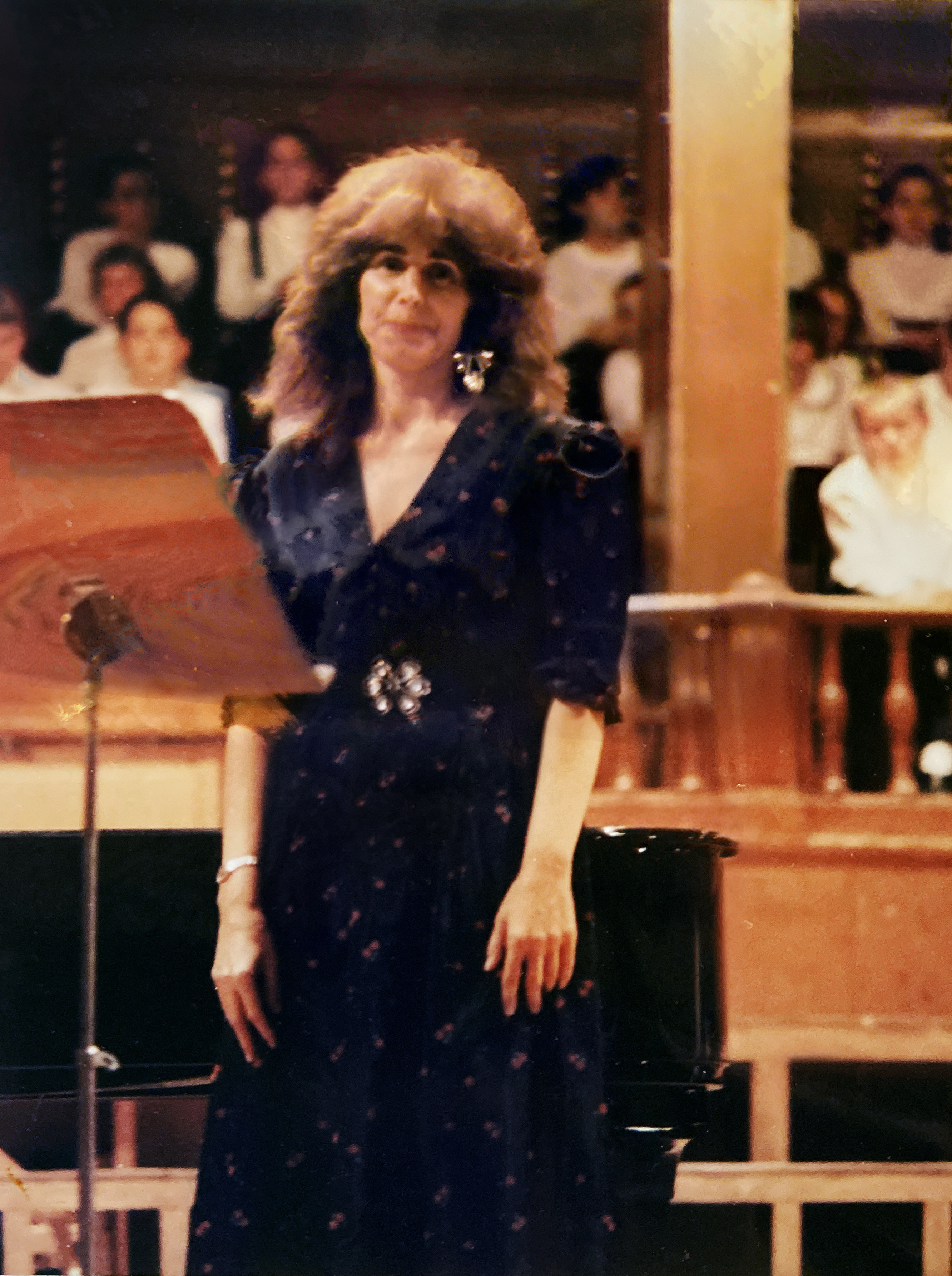
Aszódi Mária énekel a Pannonia Sacra első nagykoncertjén a Zeneakadémia Nagytermében 1995-ben.https://www.youtube.com/watch?v=xrvsr3ueTSU&t=4016s
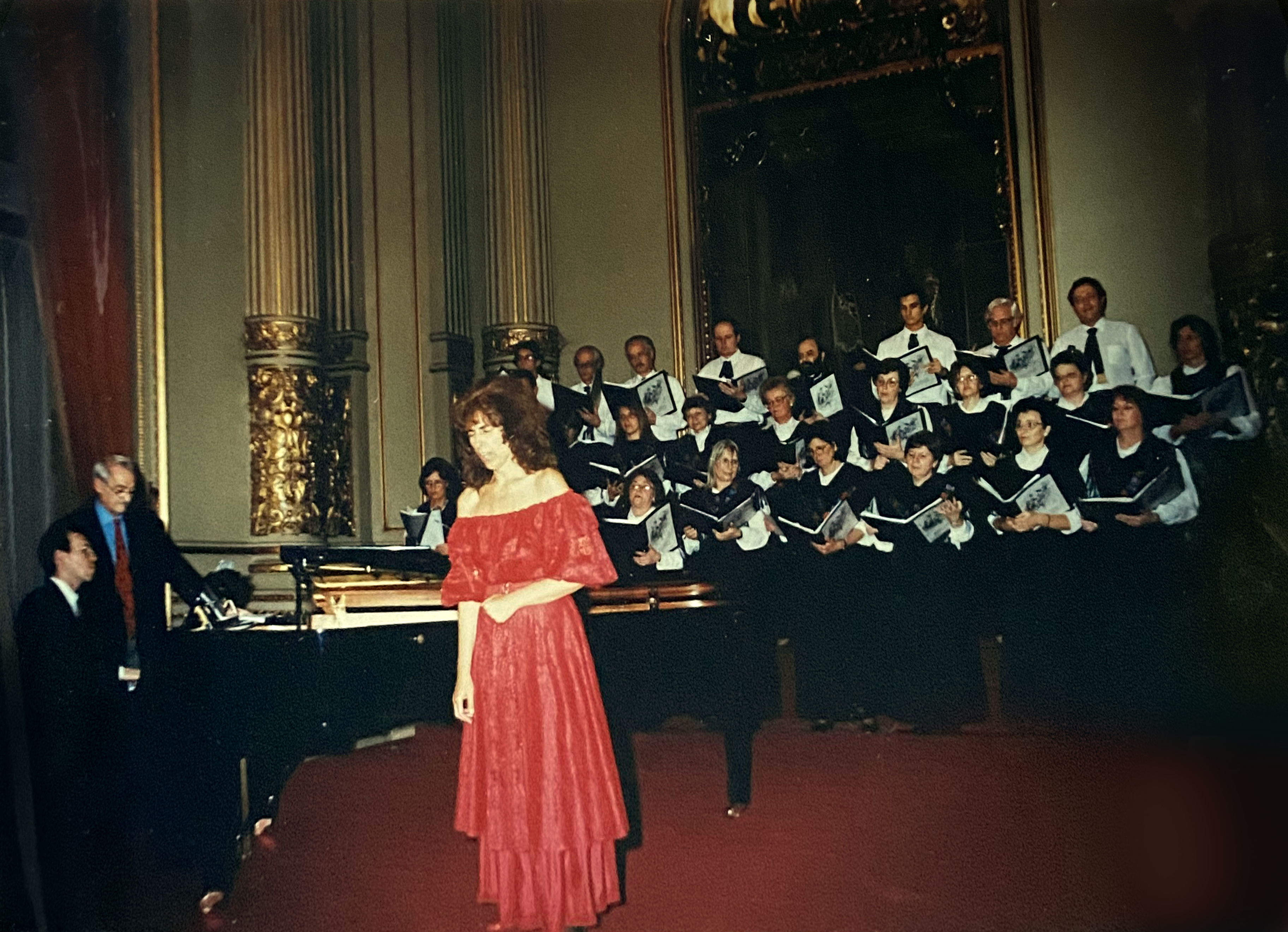
Aszódi Mária és a Coral Hungaria Buenos Aires-ben, a Teatro Colón Aranytermében 1998-ban
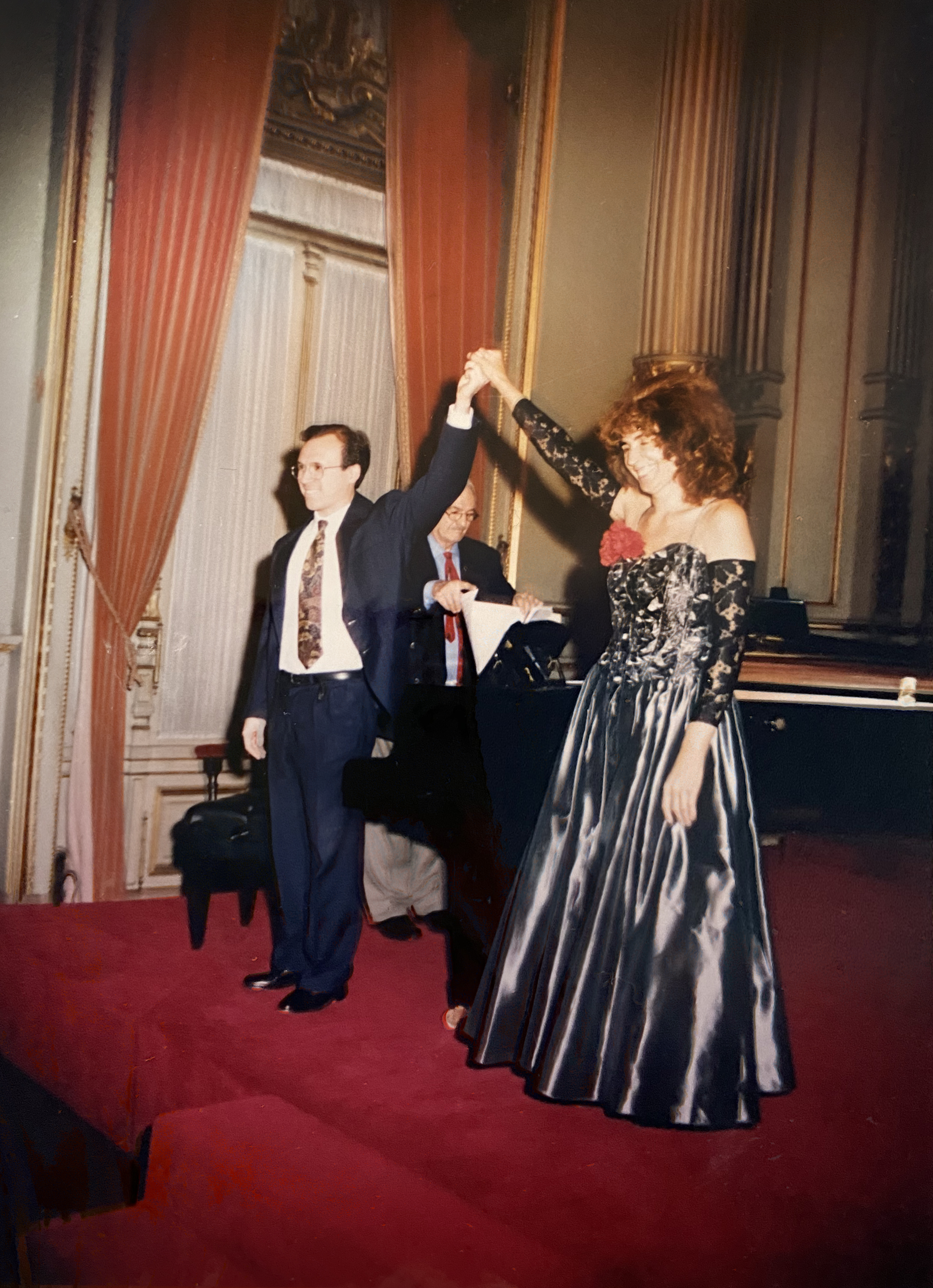
Aszódi Mária fellépés után a Teatro Colón Aranytermében, 1998
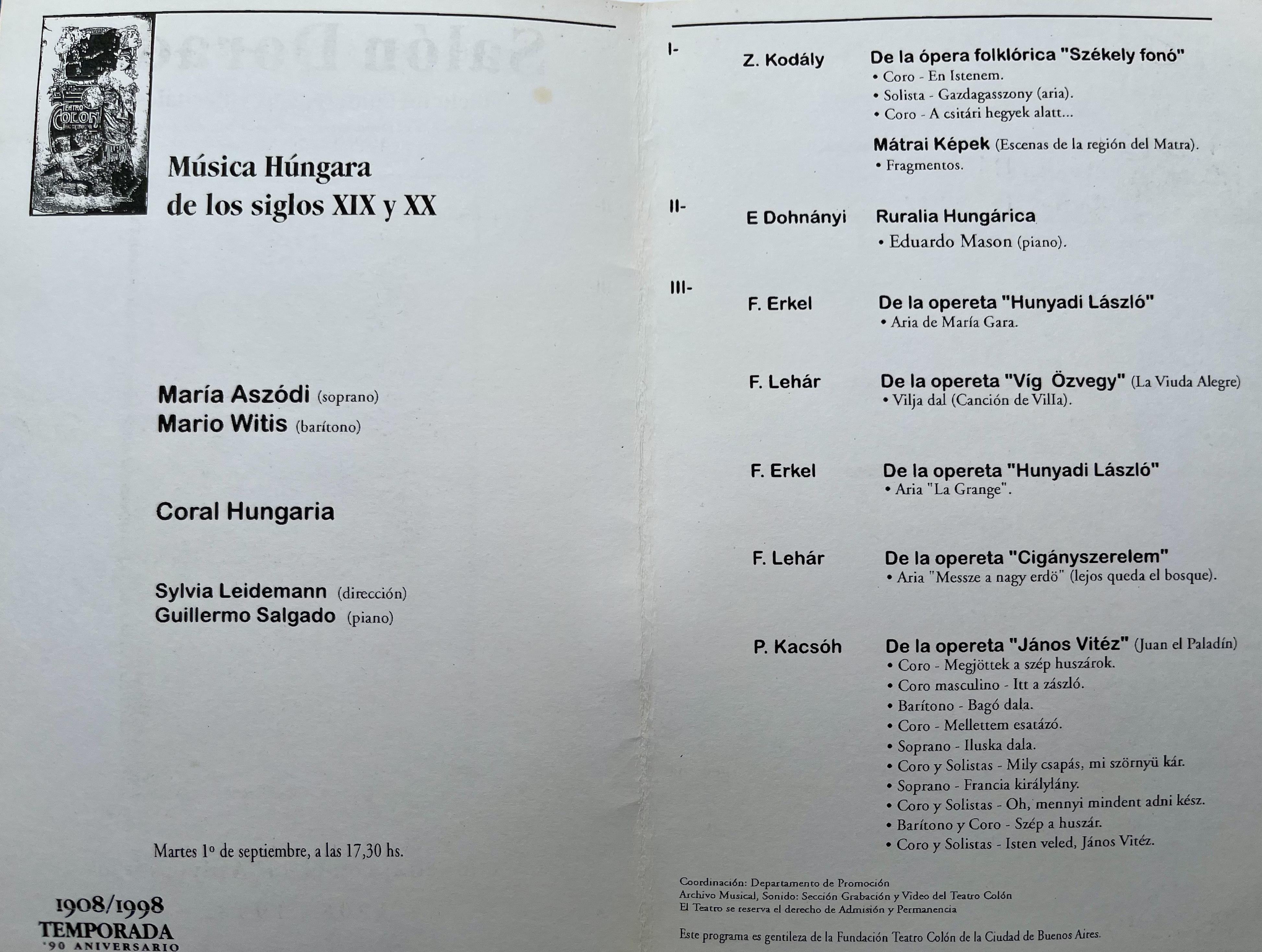
Aszódi Mária koncertjének meghívója a Teatro Colón Aranytermébe 1998-ban

## Kapcsolata a zenével, úton az operaénekesség felé
Már gyerekkorától kezdve vonzódott a zenéhez, általános iskolásként egy budapesti énektanár, Kazacsay Irén tanította, de akkor még altnak/mezzónak képezték; emellett hegedülni tanult. Egyetemi tanulmányait követően bekapcsolódott az Országos Filharmónia által, a Chiovini női zenekar számára szervezett nyári észak-európai turnéiba mint második hegedűs és később énekes.
Hivatásos ének tanulmányait Sipos Jenőnél kezdte az 1960-as évek közepén. Három évig tanult nála, majd Sipos Jenő külföldi mesterkurzusai miatt váltania kellett, ekkor Chiovini Márta vette át képzését. Az 1960-as évek végén próbát énekelhetett az országos Filharmónia zsűrije előtt; Lukács Miklós volt a zsűrielnök. Verdi: Traviata 1. felvonás Violetta áriáját énekelte sikerrel, így vált hivatásos énekessé és kapta meg a működési engedélyét. Ettől kezdve szóló fellépései voltak különböző hangversenytermekben pl. Pesti Vigadó, Zeneakadémia nagy- és kisterme, Bartók Ház, Budapest számtalan hangversenyterme.

## Operaénekesi karrier
Hivatásos karrierje elején Breitner Tamás szerződtette a „felújított” Mozart Varázsfuvola Éj királynőjének szerepére, később a Pécsi Opera társulatával németországi turnén vett részt ugyanebben a szerepben. Az 1970-es évek végén felvételt nyert a Szegedi Színházba Oberfrank Géza által, ahol elénekelte Donizetti Lammermoori Luciájának főszerepét. Fia születése után Gregor József hívta vissza a Szegedi Operába, de a családanyaságot választotta és sikeresen maradt a pályán önálló, mint színháztól független operaénekes.
Legnagyobb sikere az 1998-as három hetes Buenos Aires-i teltházas turnéja volt, melyet a Magyarok Világszövetsége és az argentin-magyar Coral Hungária szervezett számára. Többek között fellépett a Teatro Colón Aranyszalonjában, amit jelenleg is a világ harmadik legjelentősebb operájaként tartják számon.[forrás?]
Fellépett továbbá Bécsben is, ahol Carl Orff – Carmina Burana-jában a koloratúrszoprán szerepet énekelte Vass Lajos vezényletével.
Pályája változatos volt; a kamarazene kihívást jelentett számára. Az 1990-es évek második felében rendszeresen lépett fel édesanyjával, Chiovini Mártával komolyzenei koncertek keretében országszerte. Szóló fellépései mellett, a 2000-es évek elejétől a Kodály Zoltán Magyar Kórusiskolában éneket tanított, többek között a későbbi operaénekes Vámosi Katalint is.
Hangi adottságai a „Székely fonó Háziasszonyától a Varázsfuvola Éj Királynőjének szerepéig terjedtek”.[forrás?] Elmondása szerint a „siker nem terem egyedül”,[forrás?] partnerei voltak a színpadon többek között Csák József (tenor),  Fülöp Attila (tenor), Déri András (zongora), Laczó András, Moldvay József (basszus), Chiovini Márta (hegedű).
Egyházi és világi zene egyformán közel állt szívéhez; számos plébánián adott koncertet és lépett fel, pl. Farkasréti Mindenszentek Plébánia, Felső-krisztinavárosi Keresztelő Szent János Plébánián és többek között az Apor Vilmos Idősek Klubjának rendezvényein, de nem utolsósorban Buenos Aires-i turnéján az ottani katedrálisban adta elő Kodály miséjét a Coral Hungaria kíséretével. A Liszt Ferenc Zeneakadémián az Eszterházy misét énekelte.

## Főbb médiamegjelenései
- 1985. szeptember 18., 16:05. Kossuth Rádió: Színházi matiné, A Pécsi Nemzeti Színház, Varázsfuvola[8]
- 1994. szeptember 15., 19:10. Kossuth Rádió: Fülönfogva, avagy hogyan hallgassunk zenét Aszódi Máriával[9]
- 1996. október 30. Kossuth Rádió: Házimuzsika, Aszódi Mária ének, Déri András zongora, Chiovini Márta hegedű
- 2023. június 24. Bartók Rádió: Stúdiókoncert - Rádióhangversenyek. Aszódi Mária (szoprán) énekel Km.: Chiovini Márta (hegedű), Déri András (zongora) [10]

## Lemezei
- 1996 Klasszikus művek válogatása. Aszódi Mária (szoprán), Chiovini Márta (hegedű), Fülöp Attila (tenor), Pető László (orgona); kiadja: ATMC 991
- 1999 Shostakovich: Zongoratriók. Aszódi Mária (szoprán), Bartos Trió (kamarazenekar); kiadja: Hungaroton[11]
- 2003 Válogatás klasszikus dalokból Aszódi Mária emlékére; kiadja: Chiovini Márta